# Strzyżew (powiat Ostrowski)
Strzyżew is een dorp in de Poolse woiwodschap Groot-Polen. De plaats maakt deel uit van de gemeente Sieroszewice en telt ca. 1100 inwoners.